# Tuffi ai VII Giochi panamericani
Le competizioni di tuffi ai VII Giochi panamericani si sono svolte a Città del Messico, in Messico, dal 12 al 26 ottobre 1975.

## Risultati

### Uomini
| Evento                     | Oro          | Perform. | Argento    | Perform. | Bronzo       | Perform. |
| Trampolino 3m (dettagli)   | Tim Moore    |          | Phil Boggs |          | Carlos Girón |          |
| Piattaforma 10m (dettagli) | Carlos Girón |          | Tim Moore  |          | Kent Vosler  |          |

### Donne
| Evento                     | Oro               | Perform. | Argento              | Perform. | Bronzo            | Perform. |
| Trampolino 3m (dettagli)   | Jennifer Chandler |          | Elizabeth Carruthers |          | Cynthia McIngvale |          |
| Piattaforma 10m (dettagli) | Janet Nutter      |          | Janet Ely            |          | Linda Cuthbert    |          |

## Medagliere
| Posizione | Nazione     | Oro | Argento | Bronzo | Totale |
| --------- | ----------- | --- | ------- | ------ | ------ |
| 1         | Stati Uniti | 2   | 3       | 2      | 7      |
| 2         | Canada      | 1   | 1       | 1      | 3      |
| 3         | Messico     | 1   | 0       | 1      | 2      |
| Totale    | Totale      | 4   | 4       | 4      | 12     |